# Окороков, Андрей Дмитриевич
Андрей Дмитриевич Окороков — советский военный, государственный и политический деятель, генерал-лейтенант (2.11.1944).

## Биография
Родился 23 октября 1905 года в селе Борки Казинской волости Задонского уезда Воронежской губернии (ныне - Липецкий район Липецкой области) в семье служащего.
Член ВКП(б) с 1927 года.
С октября 1927 года — на военной службе, общественной и политической работе. В 1927—1962 гг. — на политической работе и командных должностях в Рабоче-Крестьянской Красной Армии.
С 17 декабря 1939 года — военный комиссар 139-й стрелковой дивизии. Участник советско-финской войны 1939—1940 годов.
Начало Великой Отечественной войны встретил в должности начальника организационно-партийного отдела управления политпропаганды Ленинградского военного округа.
С августа по сентябрь 1941 года — заместитель начальника политуправления Ленинградского фронта.
С 25 сентября 1941 по 30 апреля 1942 года — член Военного совета 8-й армии.
С апреля по июль 1942 года — военный комиссар Ладожского управления перевозок. С 11 июля 1942 по 20 ноября 1943 года — начальник политуправления Северо-Западного фронта.
С 24 февраля 1944 года до конца войны — начальник политуправления 2-го Белорусского фронта.
В послевоенное время А. Д. Окороков работал в Главном политическом управлении Советской Армии и Военно-Морского Флота, был заместителем командующего войсками Одесского военного округа, Южной группы войск и Приволжского военного округа.
В отставке с 23 августа 1961 года.
Делегат XVIII съезда ВКП(б).
Автор книги «Слово, ведущее в бой» (Воениздат, Москва, 1980 год).
Умер 16 декабря 1979 года в Москве. Похоронен в колумбарии Донского кладбища Москвы.

### Воинские звания
- Бригадный комиссар (31.01.1940);
- Генерал-майор (06.12.1942);
- Генерал-лейтенант (02.11.1944).

### Награды
- 2 ордена Ленина;
- 3 ордена Красного Знамени;
- Орден Суворова 2-й степени;
- Орден Кутузова 2-й степени;
- Орден Красной Звезды;
- Медаль «За оборону Ленинграда»;
- Медаль «За победу над Германией в Великой Отечественной войне 1941-1945 гг.»;
- Медаль «За взятие Берлина»;
- Медаль «За освобождение Варшавы»;
- Медаль «30 лет Советской Армии и Флота»;
- Медаль «40 лет Вооруженных Сил СССР»;
- Иностранные награды.